# Hrabstwo Roger Mills
Roger Mills – hrabstwo w stanie Oklahoma w USA. Populacja liczy 3647 mieszkańców (stan według spisu z 2010 roku).

## Miasta
- Cheyenne
- Reydon
- Strong City